# Liste der denkmalgeschützten Denkmale und Skulpturen in Radebeul

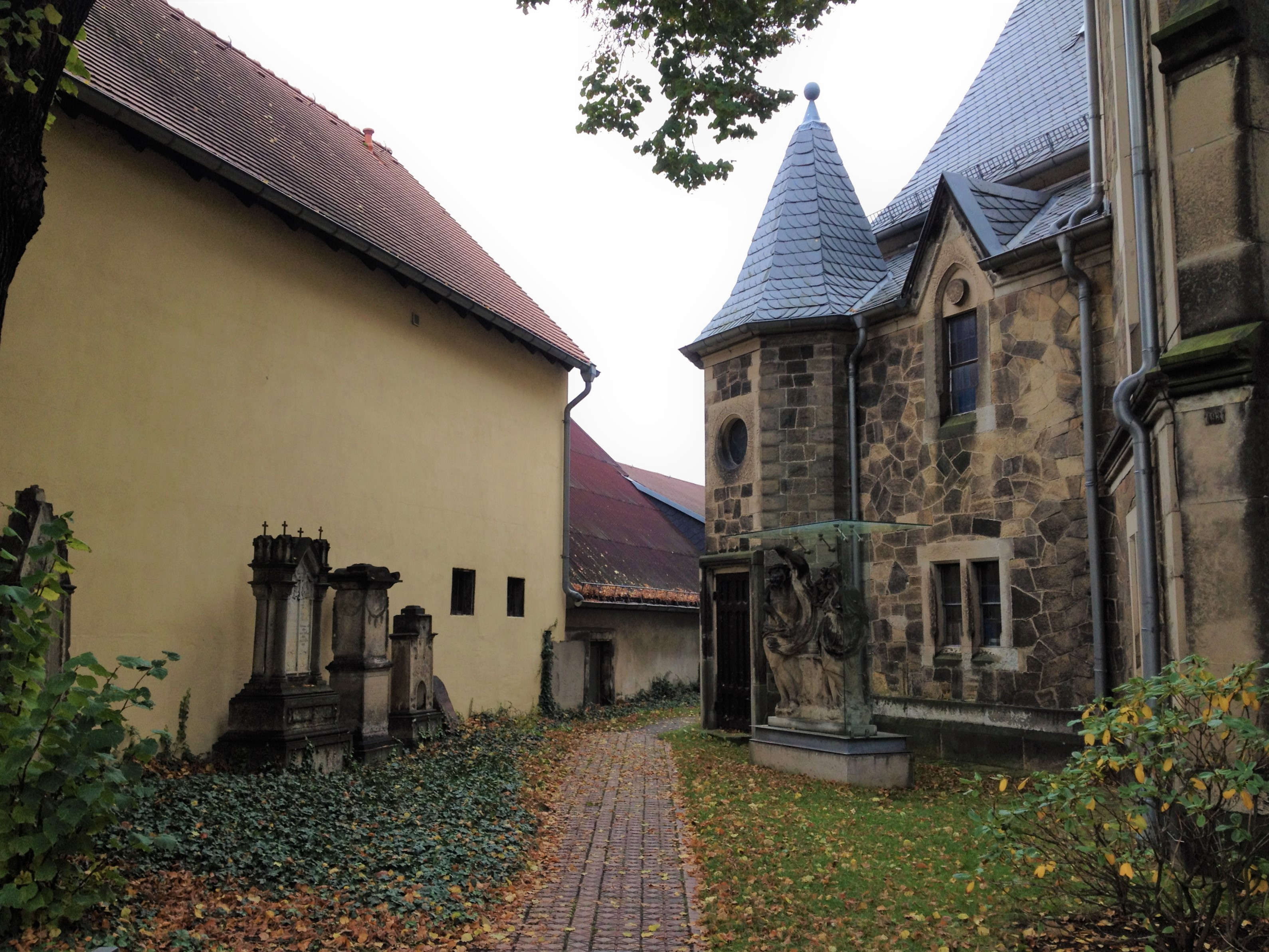
Historische Grabmale und Chronos und die Trauernde auf dem Friedenskirchhof

Die Liste der denkmalgeschützten Denkmale und Skulpturen in Radebeul gibt eine Übersicht über heutige Denkmale und Skulpturen in der sächsischen Stadt Radebeul, die unter Denkmalschutz stehen.

## Legende
Die in der Tabelle verwendeten Spalten listen die im Folgenden erläuterten Informationen auf:
- Name, Bezeichnung: Bezeichnung des einzelnen Objekts.
- Adresse, Koordinaten: Heutige Straßenadresse, Lagekoordinaten.

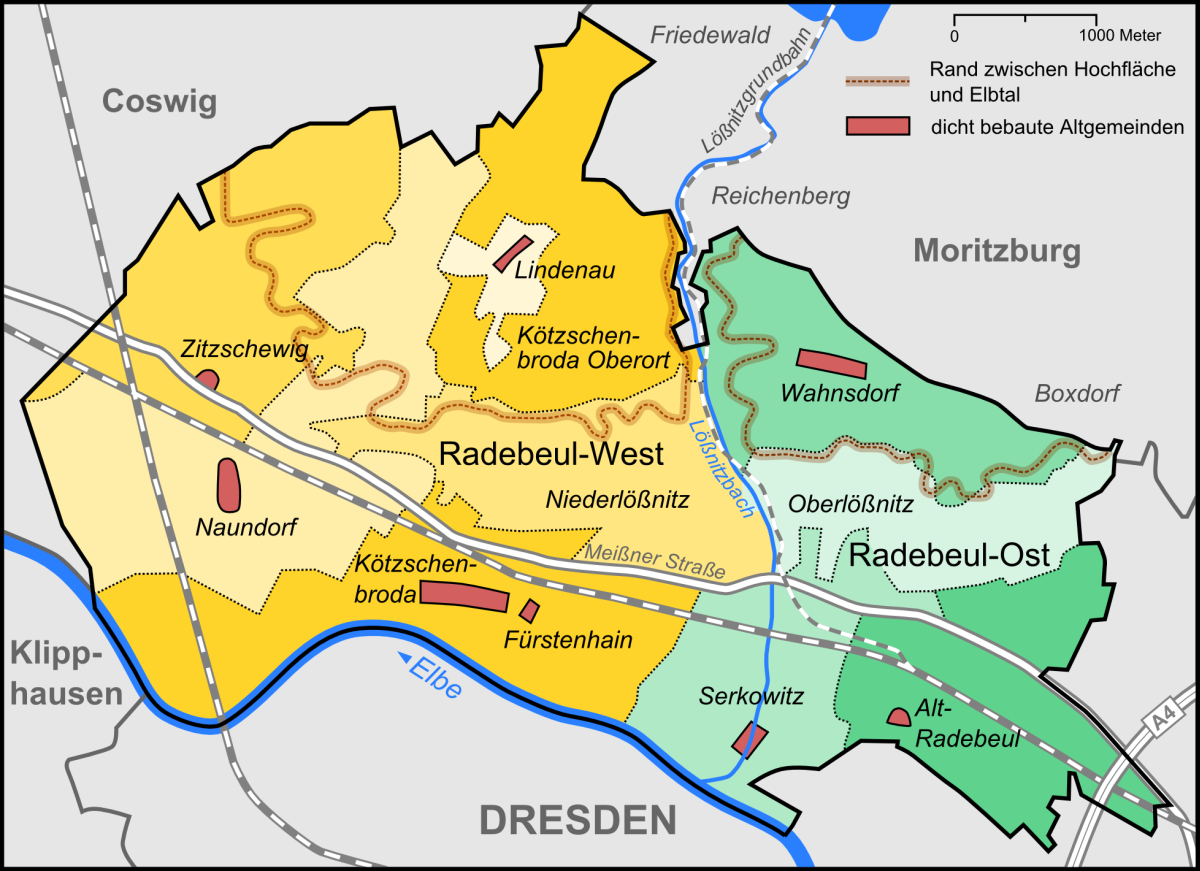
Übersicht über die Lage der Radebeuler Stadtteile

- Stadtteil: Heutiger Radebeuler Stadtteil, so wie in der hiesigen Karte dargestellt.
  - FUE: Fürstenhain
  - KOE: Kötzschenbroda
  - KOO: Kötzschenbroda-Oberort
  - LIN: Lindenau
  - NAU: Naundorf
  - NDL: Niederlößnitz
  - OBL: Oberlößnitz
  - RAD: Alt-Radebeul
  - SER: Serkowitz
  - WAH: Wahnsdorf
  - ZIT: Zitzschewig
- Datum: Besondere Baujahre, so weit bekannt oder ableitbar, teilweise auch Datum der Ersterwähnung der Liegenschaft.
- Baumeister, Architekten: Baumeister, Architekten und weitere Kunstschaffende.
- Denkmalumfang, Bemerkung: Nähere Erläuterung über den Denkmalstatus, Umfang der Liegenschaft und ihre Besonderheiten.[1]
- Bild: Foto des Hauptobjekts.

## Denkmale und Skulpturen
| Name, Bezeichnung                                | Adresse, Koordinaten                                                                      | Stadtteil | Datum                | Baumeister, Architekten                                        | Denkmalumfang, Bemerkung | Bild |
| ------------------------------------------------ | ----------------------------------------------------------------------------------------- | --------- | -------------------- | -------------------------------------------------------------- | --- | --- |
| Kriegerdenkmal                                   | Altkötzschenbroda (Lage)                                                                  | KOE       | 1925                 |                                                                | Ehrenmal für die Gefallenen des Ersten Weltkrieges | Kriegerdenkmal in Kötzschenbroda |
| Chronos und die Trauernde                        | Altkötzschenbroda 40 (Lage)                                                               | KOE       | wohl 17. Jh.         |                                                                | Bildwerk Chronos und die Trauernde auf dem Kirchhof der Friedenskirche                                                                                       | Denkmal Chronos und die Trauernde auf dem Kirchhof der Friedenskirche                                                                              |
| Grabmal Richard Steche                           | Altkötzschenbroda 40 (Lage)                                                               | KOE       | 1893                 | Heinrich Epler (Relief)                                        | Grabmal für Richard Steche. Namentliche Erwähnung zahlreicher weiterer Grabmale auf dem Kirchhof                                                             | Richard Steches Grabmal auf dem Kirchhof Kötzschenbroda                                                                                            |
| Kriegerdenkmal                                   | Altnaundorf (Lage)                                                                        | NAU       | 1922                 |                                                                | Ehrenmal für Gefallene des Ersten Weltkrieges | Kriegerdenkmal am Anger von Altnaundorf |
| Kriegerdenkmal                                   | Altwahnsdorf (Lage)                                                                       | WAH       | 1920er Jahre         |                                                                | Ehrenmal für die Gefallenen des Ersten Weltkrieges | Kriegerdenkmal am Anger von Altwahnsdorf |
| Albertstein                                      | Altwahnsdorf (Lage)                                                                       | WAH       | 1903                 |                                                                | Gedenkstein | Albertstein |
| Triangulationspfeiler                            | Altwahnsdorf 12 (Lage)                                                                    | WAH       | 1865                 |                                                                | Triangulationspfeiler der sächsischen Landvermessung im 19. Jahrhundert                                                                                      | Triangulationspfeiler (Wahnsdorf) |
| Grabmale Alter Friedhof                          | Am Gottesacker 33 (Lage)                                                                  | KOE       | vor 1566, 1602, 1853 |                                                                | Friedhof von Kötzschenbroda. Diakonissengrabmale | Diakonissengräber Alter Friedhof |
| Trafostation Augustusweg                         | Augustusweg, Ecke Nizzastraße (Lage)                                                      | SER       | um 1950              | Reinhold Langner                                               | Hölzerne Skulpturen von Reinhold Langner an einem Trafohäuschen                                                                                              | Trafohaus mit zwei hölzernen Figuren von Reinhold Langner                                                                                          |
| Kursächsischer Grenzstein                        | Augustusweg 112 (Lage)                                                                    | OBL       |                      |                                                                | Kursächsischer Grenzstein, mit dem Kurhut sowie einem Kugelkreuz bezeichnet                                                                                  | Kursächsischer Grenzstein Oberlößnitz |
| Rundtempel Bischofspresse                        | Bischofsweg 1 (Lage)                                                                      | ZIT       | um 1800              |                                                                | Gedenktempel des Stadtchirurgus Michael Eltz an seine früh verstorbene Frau                                                                                  | Rundtempel an der Bischofspresse |
| Figurengruppe „Vier Jahreszeiten“                | Dr.-Schmincke-Allee (Lage)                                                                | SER       | 1880, 1890–92        | Ernst March (Tonwarenfabrik), Julius Franz (Entwurf)           | Figurengruppe um Brunnen | Figurengruppe „Vier Jahreszeiten“ mit Fontäne |
| Figurengruppen „Girlandenwindende Bacchanten“    | Eduard-Bilz-Straße (Lage)                                                                 | OBL       | um 1880              | Ernst March (Tonwarenfabrik)                                   | Figurengruppen auf Sandsteinpostamenten an der ehemaligen Sophienstraße                                                                                      | Figuren am Anfang der ehemaligen Sophienstraße, im Sockel der eingemeißelte Straßenname. Daneben die Widmung „Dem Schutze des Publikum empfohlen“. |
| Gedenkstein in der Diakonissenanstalt „Bethesda“ | Heinrich-Zille-Straße 13 (Lage)                                                           | NDL       |                      |                                                                | Gedenkstein mit Inschrift: „Der Stein, den die Bauleute verworfen, ist zum Eckstein geworden.“ (Psalm 118/22)                                                | Gedenkstein |
| Skulptur „Flora mit Putto“                       | Hörningplatz (Lage)                                                                       | OBL       | um 1926              | Burkhart Ebe                                                   | Barock wirkende Frauenskulptur mit Putto und Fruchtkorb auf Plinthe und Sockel, künstlerisch von Wert                                                        | Skulptur „Flora mit Putto“ von Burkhart Ebe, auf dem Hörningplatz                                                                                  |
| Heimkehrerstein                                  | Kaditzer Straße (Lage)                                                                    | RAD       | 1910                 |                                                                | Gedenkstein | Heimkehrerstein |
| Grabmale Friedhof Naundorf-Zitzschewig           | Kapellenweg 14 (Lage)                                                                     | NAU       | 1903–08              | Woldemar Kandler, Werner Juza                                  | Friedhof von Naundorf und Zitzschewig. Namentliche Erwähnung mehrerer Grabmale                                                                               | Grabmal Paul Wilhelm |
| Kriegerdenkmal                                   | Kirchplatz 1 (Lage)                                                                       | RAD       | 1927                 | Emil Högg (Entwurf), Georg Wrba (Plastik)                      | Ehrenmal für die Gefallenen des Ersten Weltkrieges | Kriegerdenkmal bei der Lutherkirche |
| Weiberstein, Wettinstein                         | Kötzschenbrodaer Straße 60 (Lage)                                                         | SER       | 1884                 |                                                                | Gedenkstein | Wettin-Denkstein (Weiberstein) bei Serkowitz, an der Straße nach Kötzschenbroda                                                                    |
| Grabmale Friedhof Radebeul-West                  | Kötzschenbrodaer Straße 166 (Lage)                                                        | KOE       | 1873/74              | Moritz Große, Gebrüder Kießling, Georg Richter-Lößnitz         | Friedhof von Kötzschenbroda. Namentliche Erwähnung zahlreicher Grabmale                                                                                      | Grab von Ernst und Clementine von Schuch |
| Moritz-Ziller-Denkmal                            | Lößnitzgrund auf Höhe Lößnitzgrundstraße 41, jedoch am westlichen Hang (Wanderweg) (Lage) | NDL       | 1898                 |                                                                | Denkmalanlage für Moritz Ziller über halbrundem Grundriss, Zyklopenmauer mit Abdeckplatten, Bänke und Inschrifttafel, personengeschichtlich bedeutend        | Das Moritz-Ziller-Denkmal befindet sich am Wanderweg des Lößnitzgrundes, direkt am Lößnitzbach                                                     |
| Grabmal Kleinecke                                | Mohrenstraße 16 (Lage)                                                                    | NAU       | 1932                 | Burkhart Ebe                                                   | Grabmal von Bildhauer Ebe für den Schwiegervater Kleinecke                                                                                                   | Grabmal von Bildhauer Ebe für den Schwiegervater Kleinecke, heute im ehemaligen Grundstück                                                         |
| Grabmale Friedhof Radebeul-Ost                   | Serkowitzer Straße 33 (Lage)                                                              | RAD       | 1890, 1901, 1920     | Schilling & Graebner, Emil Högg, Max Czopka, Magdalene Kreßner | Friedhof von Radebeul. Namentliche Erwähnung zahlreicher Grabmale                                                                                            | Grabmal Ernst Beckert |
| May-Grabmal                                      | Serkowitzer Straße 33 (Friedhof Radebeul-Ost) (Lage)                                      | RAD       | 1903                 | Paul Ziller, Gebrüder Ziller, Selmar Werner, Sascha Schneider  | Grufthaus von Klara und Karl May | Karl-May-Grabmal |
| Jugendstil-Grufthaus Franz Bauer                 | Serkowitzer Straße 33 (Friedhof Radebeul-Ost) (Lage)                                      | RAD       | 1898                 |                                                                | Grufthaus für Franz Bauer | Grufthaus Franz Bauer |
| Bismarckturm                                     | Spitzhausstraße (Lage)                                                                    | OBL       | 1907                 | Wilhelm Kreis (Entwurf), Alfred Große (Bau)                    | Bismarckturm | Bismarckturm |
| Bacchusfigur (Jacobstein)                        | Wackerbarthstraße 1 (Lage)                                                                | NDL       | 1742, 1953           | Werner Hempel (Kopie)                                          | 1,8 Meter große Bacchusfigur mit einem Thyrsosstab, oben auf der Spitze des Jacobsteins. 1953 durch eine Kopie des Dresdner Bildhauers Werner Hempel ersetzt | Jacobstein |